# ایزودیافر
در فیزیک هسته‌ای ایزودیافر (به انگلیسی: Isodiapher) به نوکلیدهایی گفته می‌شود که دارای عدد جرمی و عدد اتمی متفاوتی هستند ولی اختلاف تعداد نوترون ها و پروتون‌ها در آن‌ها برابر است. به عنوان مثال در هر دو نوکلید U۲۳۸
۹۲ و Th۲۳۴
۹۰ اختلاف تعداد نوترون (N) و عدد اتمی (Z) برابر است با:  N − Z = ۵۴.
یک گروه بزرگ از ایزودیاسفرها، آن‌هایی هستند که اختلاف نوترون‌ها و پروتون‌هایشان صفر است: به عبارت دیگر N = Z. نوکلیدهای بسیار فراوانِ C۱۲
۶ و O۱۶
۸ و N۱۴
۷ از همین خانواده هستند.
هنگامی که یک هسته دچار واپاشی آلفا می‌شود، نوکلید حاصل با هسته اولیه ایزودیافر است.